# Борати ряду гулситу — пайгеїту
Борати ряду галситу – пайгеїту - олововмісні мінерали. 
Характерні моноклінною сингонією.
Містять від 1-2 до 12% SnO2. 
Утворюють призматичні кристали. 
Непрозорі. 
Зустрічаються в магнезійних скарнах в асоціаціях з форстеритом, діопсидом, кліногумітом, хондродитом, магнетитом.